# Llista de peixos del Mar Carib

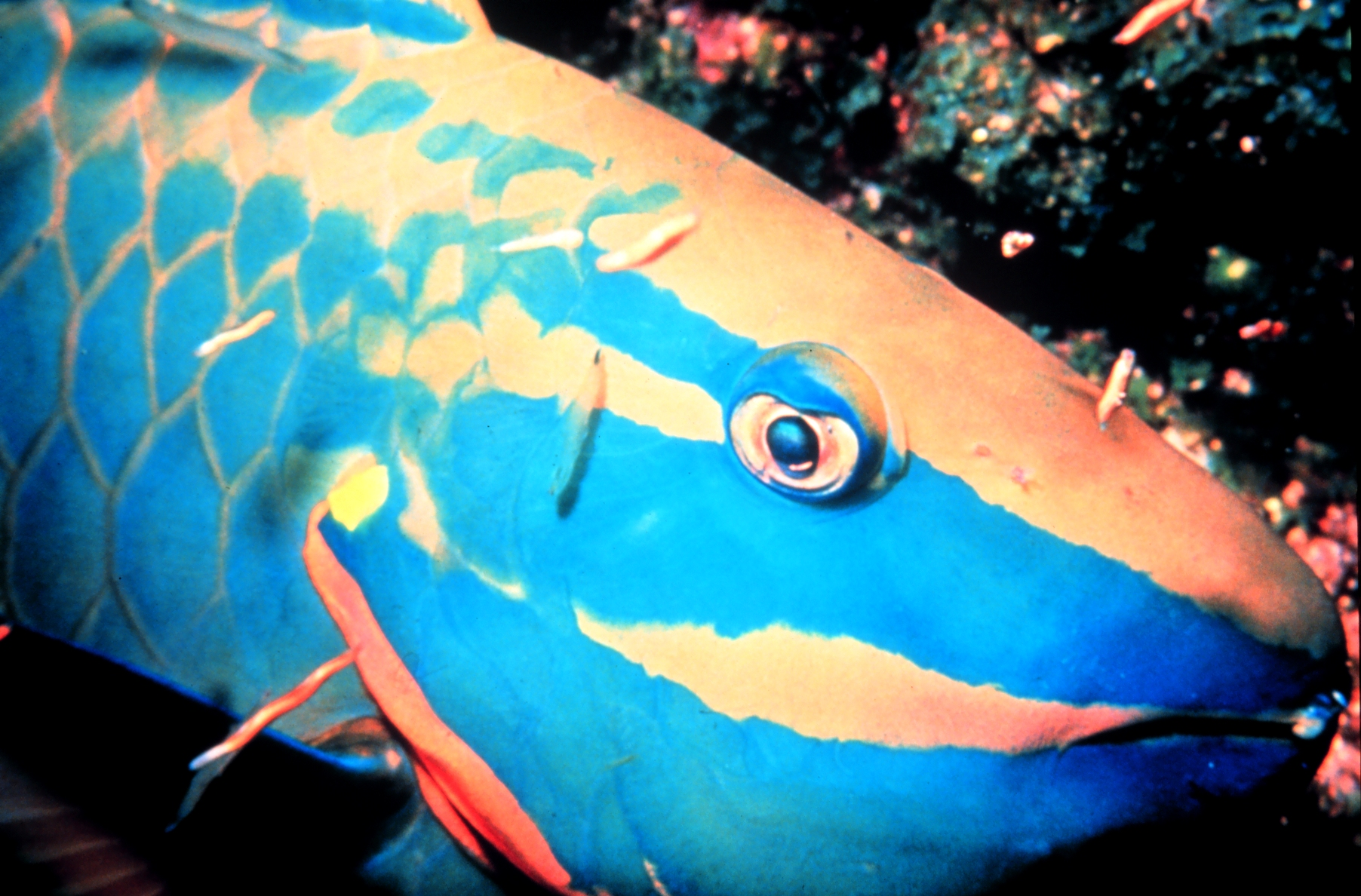
Sparisoma viride

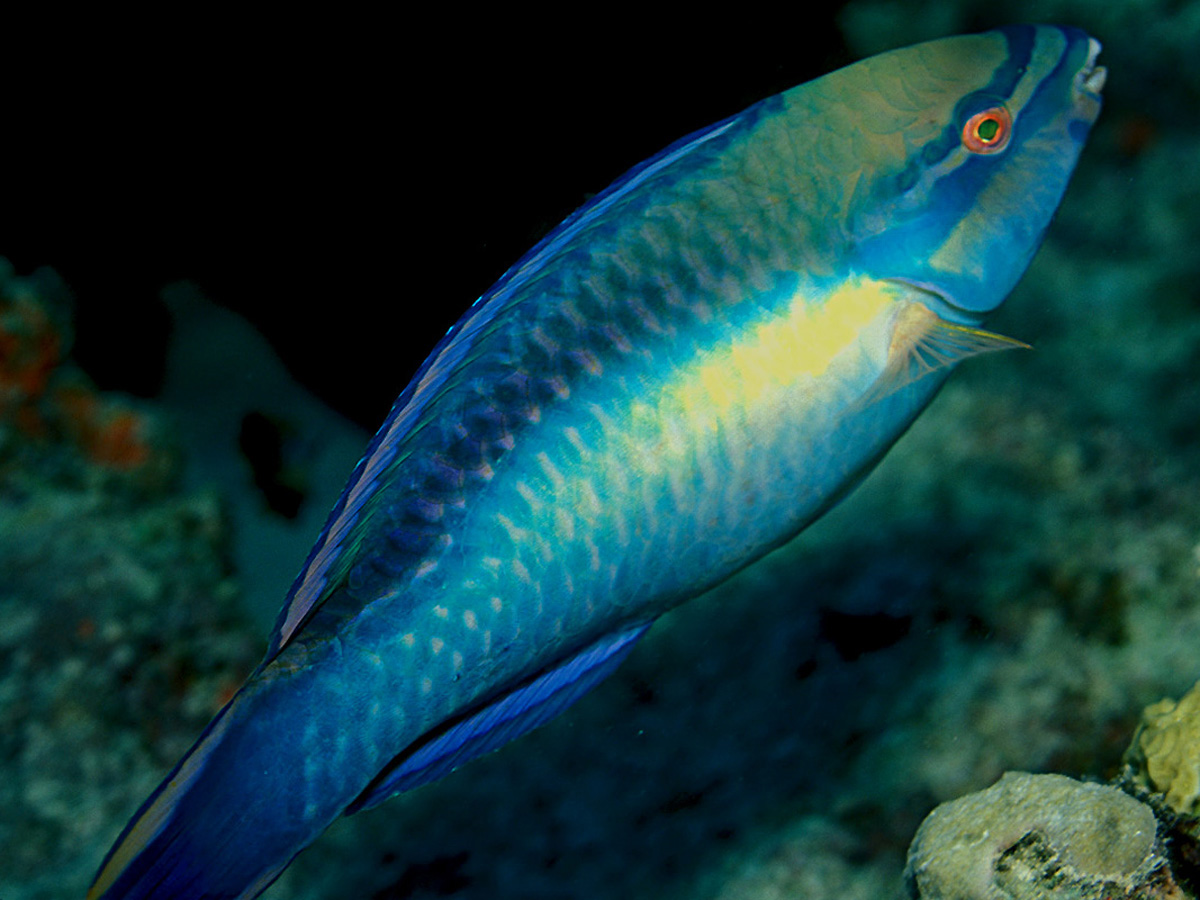
Scarus taeniopterus

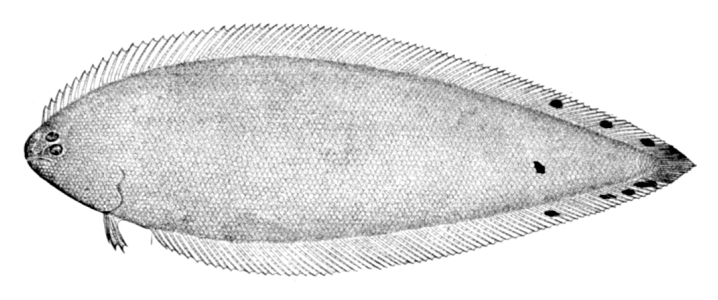
Symphurus diomedeanus

Seriola dumerili

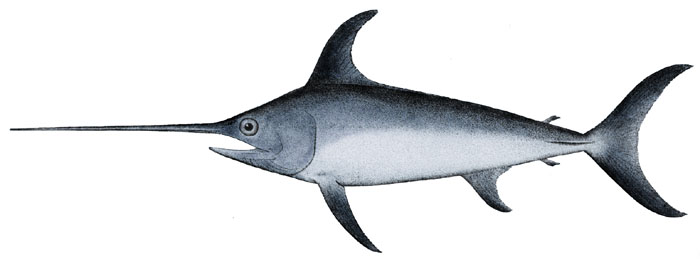
Xiphias gladius

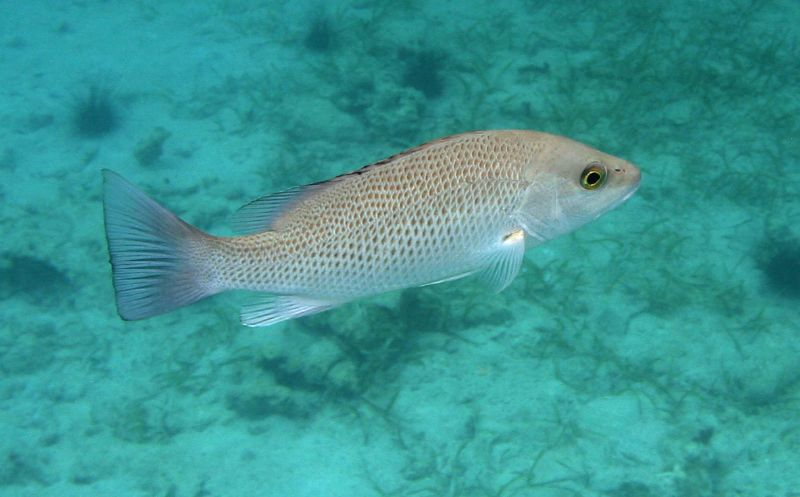
Lutjanus griseus

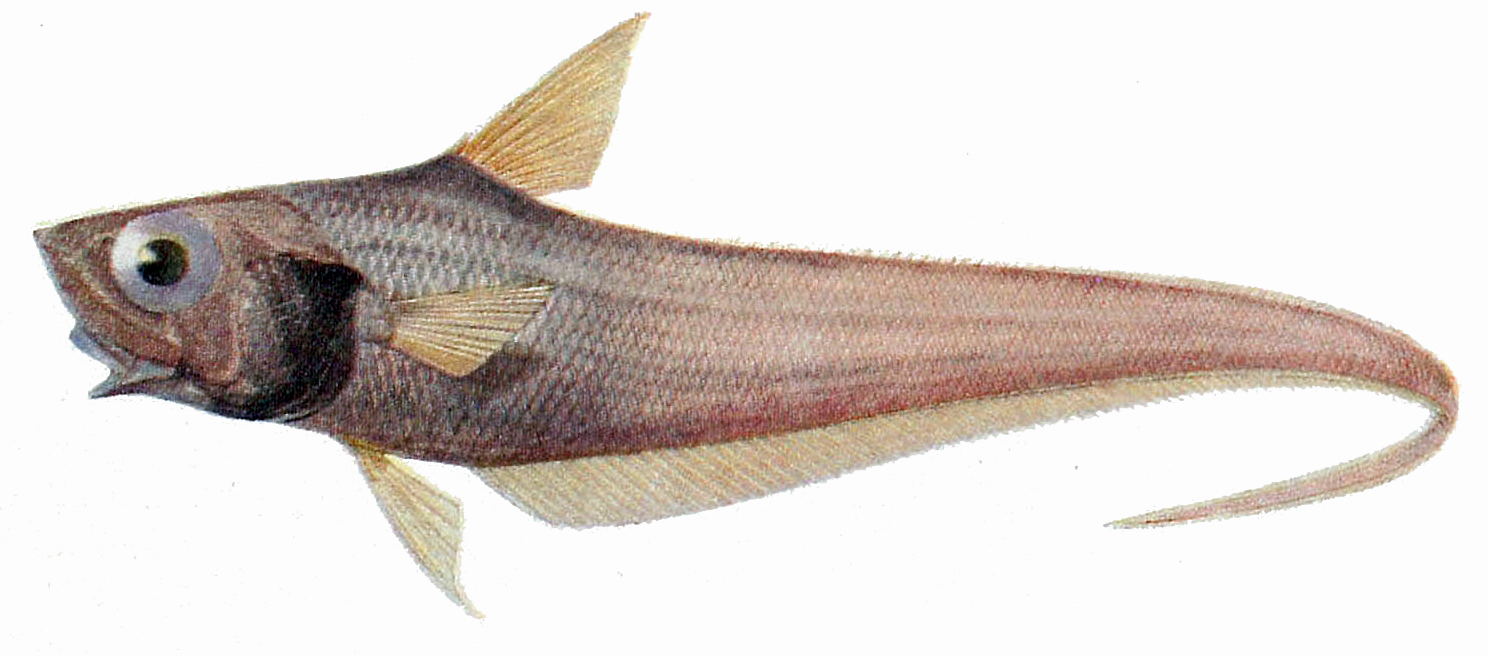
Nezumia aequalis

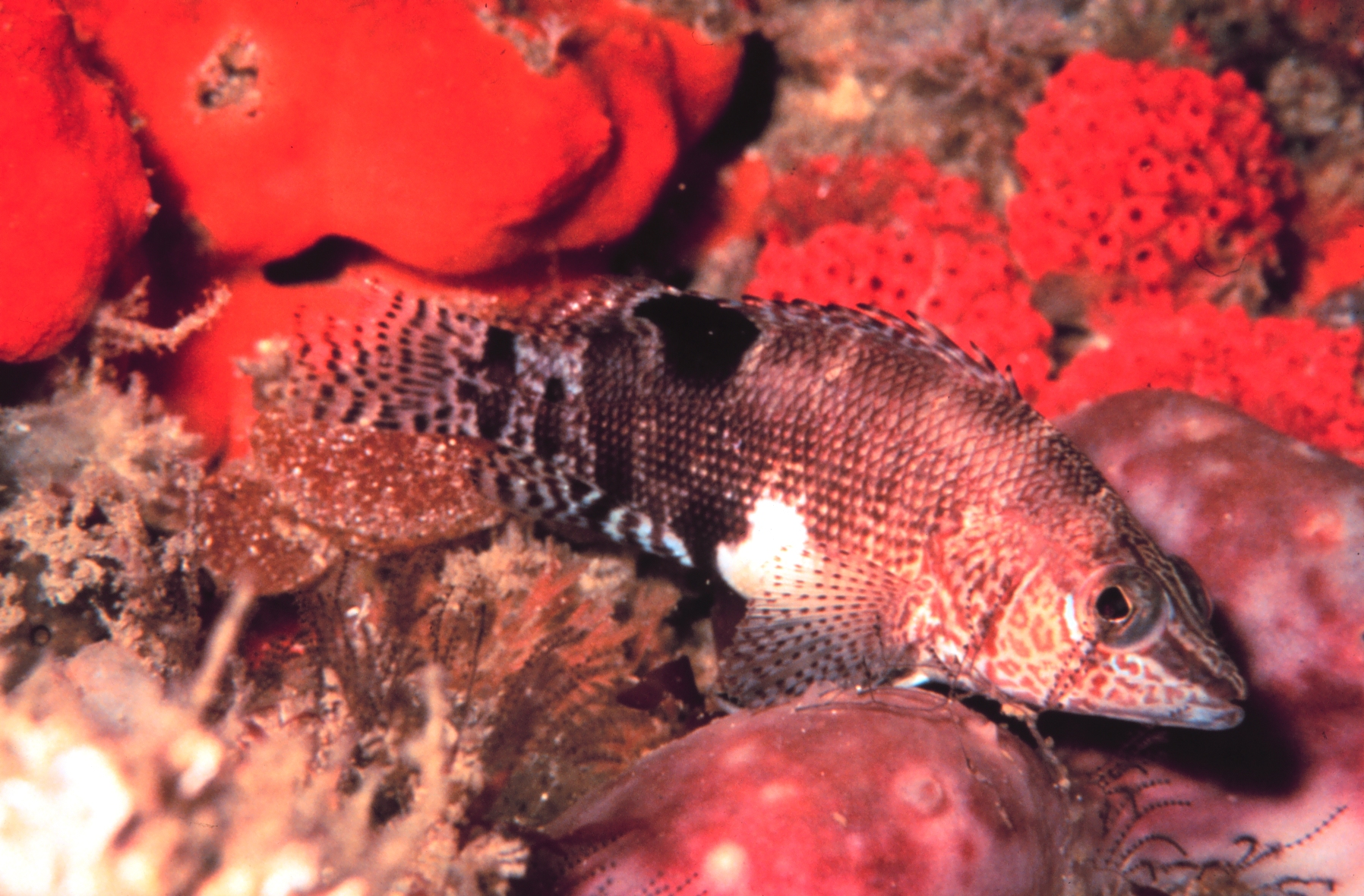
Serranus subligarius

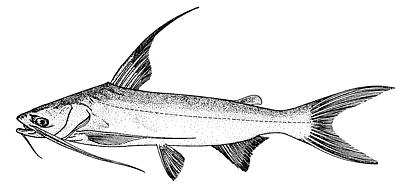
Bagre marinus

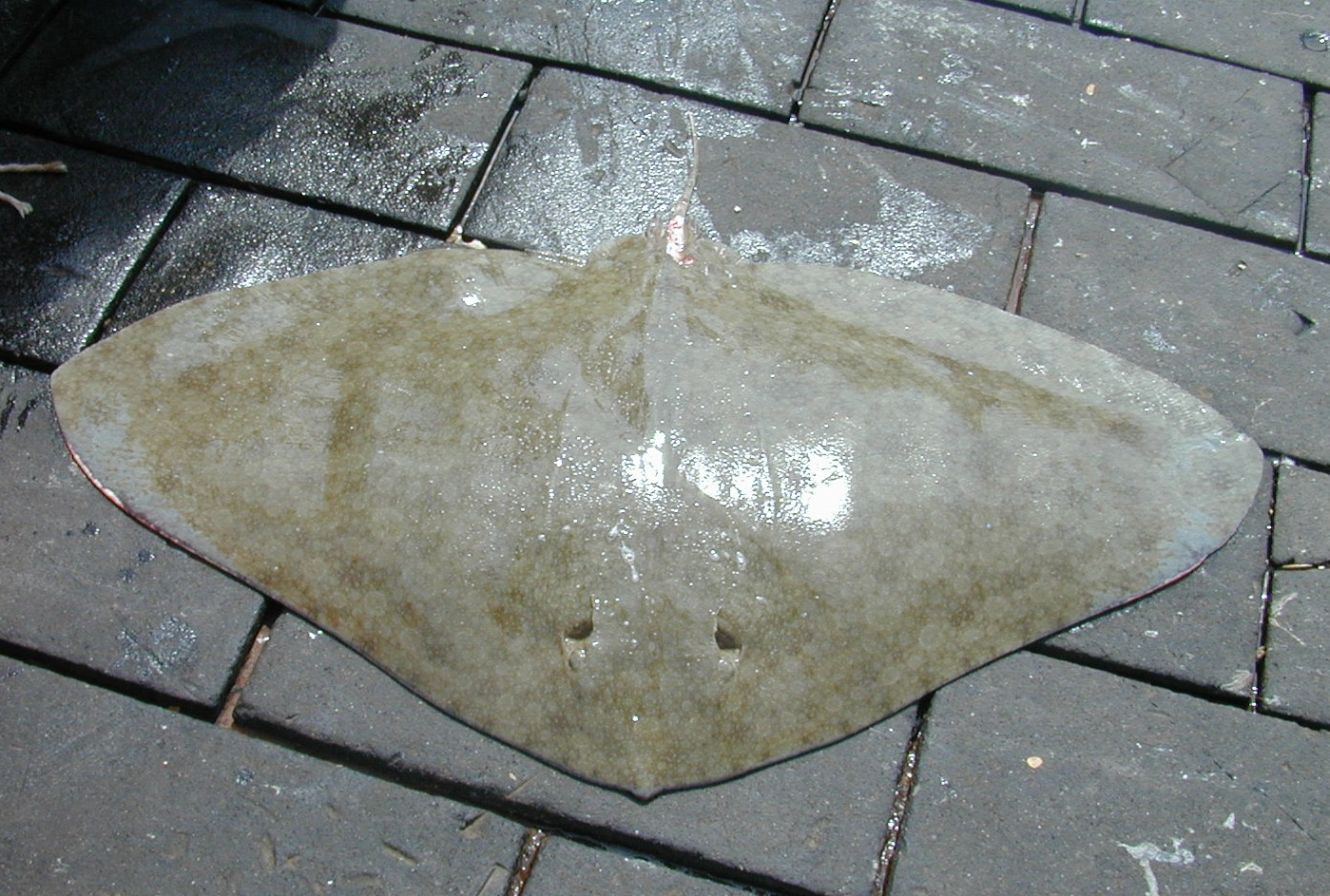
Gymnura altavela

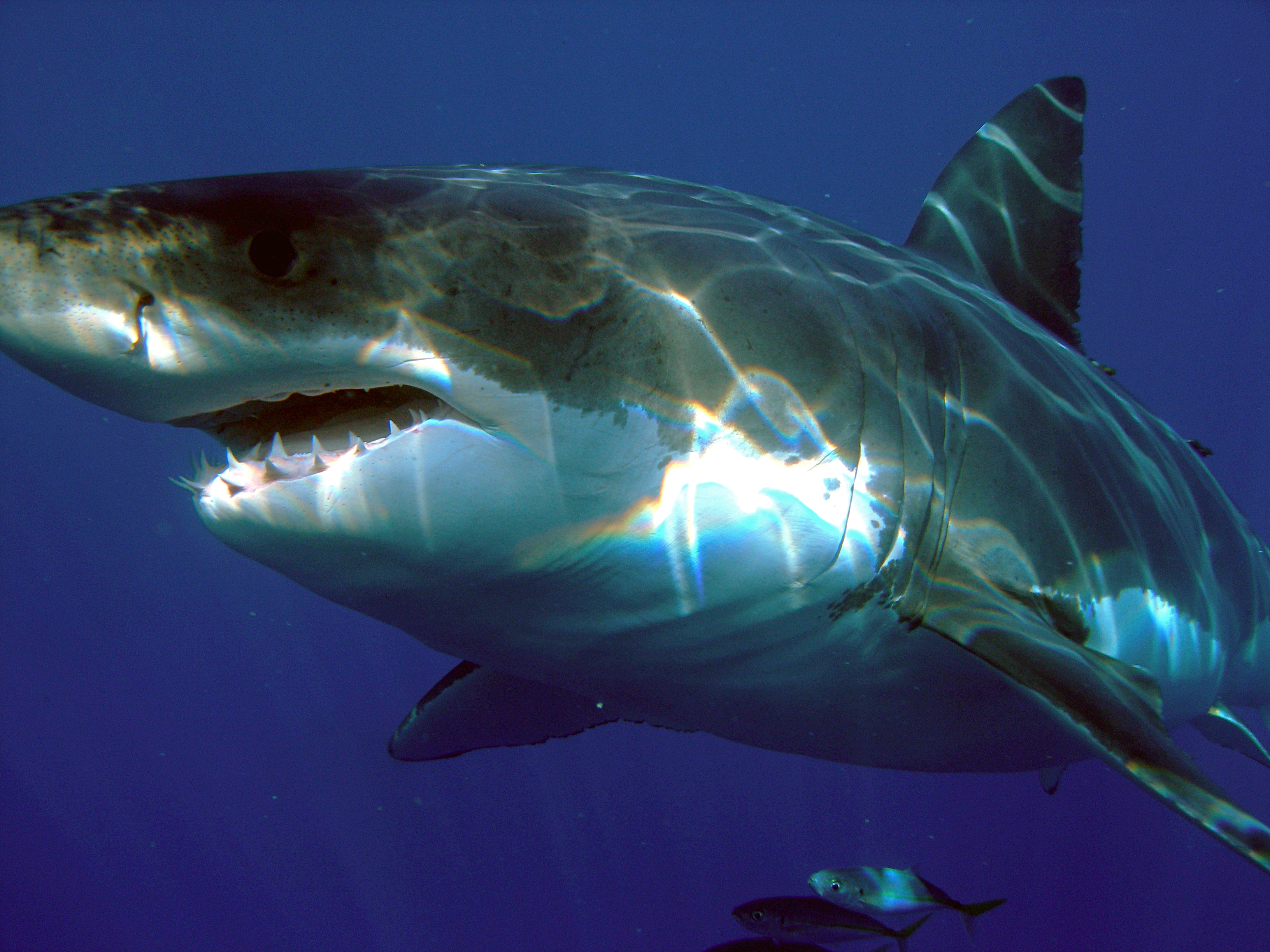
Carcharodon carcharias

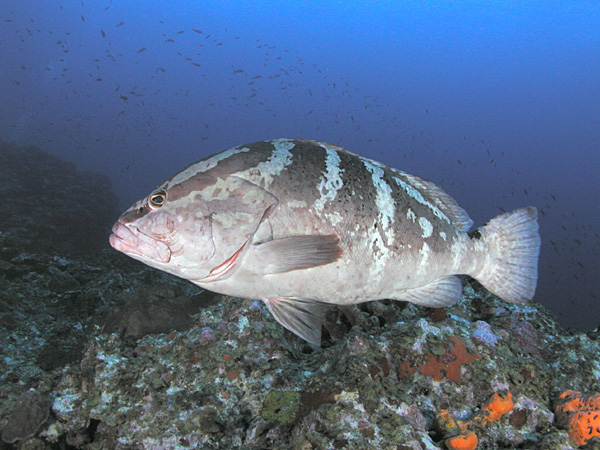
Epinephelus striatus

Aquesta llista de peixos del Mar Carib inclou les 1.566 espècies de peixos que es poden trobar al Mar Carib ordenades per l'ordre alfabètic de llur nom científic.

## A
- Ablennes hians
- Abudefduf saxatilis
- Abudefduf taurus
- Abyssobrotula galatheae
- Acanthemblemaria aspera
- Acanthemblemaria betinensis
- Acanthemblemaria chaplini
- Acanthemblemaria greenfieldi
- Acanthemblemaria harpeza
- Acanthemblemaria johnsoni
- Acanthemblemaria maria
- Acanthemblemaria medusa
- Acanthemblemaria paula
- Acanthemblemaria rivasi
- Acanthemblemaria spinosa
- Acanthocybium solandri
- Acanthonus armatus
- Acanthostracion polygonius
- Acanthostracion quadricornis
- Acanthurus bahianus
- Acanthurus chirurgus
- Acanthurus coeruleus
- Acentronura dendritica
- Achirus achirus
- Achirus declivis
- Achirus lineatus
- Acipenser oxyrinchus desotoi
- Acyrtops amplicirrus
- Acyrtops beryllinus
- Acyrtus artius
- Acyrtus rubiginosus
- Adinia xenica
- Aetobatus narinari
- Agonostomus monticola
- Ahlia egmontis
- Albula nemoptera
- Albula vulpes
- Aldrovandia affinis
- Aldrovandia gracilis
- Aldrovandia oleosa
- Aldrovandia phalacra
- Aldrovandia rostrata
- Alectis ciliaris
- Alepisaurus brevirostris
- Alepisaurus ferox
- Alepocephalus agassizii
- Alepocephalus australis
- Alopias superciliosus
- Alopias vulpinus
- Alphestes afer
- Aluterus monoceros
- Aluterus schoepfii
- Aluterus scriptus
- Amblycirrhitus pinos
- Amphiarius phrygiatus
- Amphiarius rugispinis
- Amphichthys cryptocentrus
- Anableps dowei
- Anacanthobatis americanus
- Anarchias similis
- Anarchopterus criniger
- Anarchopterus tectus
- Anchoa cayorum
- Anchoa choerostoma
- Anchoa colonensis
- Anchoa cubana
- Anchoa filifera
- Anchoa hepsetus
- Anchoa lamprotaenia
- Anchoa lyolepis
- Anchoa parva
- Anchoa spinifer
- Anchoa trinitatis
- Anchovia clupeoides
- Anchoviella blackburni
- Anchoviella brevirostris
- Anchoviella cayennensis
- Anchoviella elongata
- Anchoviella lepidentostole
- Anchoviella perfasciata
- Ancylopsetta cycloidea
- Ancylopsetta kumperae
- Ancylopsetta microctenus
- Anguilla rostrata
- Anisotremus surinamensis
- Anisotremus virginicus
- Anoplogaster brachycera
- Anoplogaster cornuta
- Antennarius bermudensis
- Antennarius multiocellatus
- Antennarius ocellatus
- Antennarius pauciradiatus
- Antennarius radiosus
- Antennarius striatus
- Antigonia capros
- Antigonia combatia
- Antimora rostrata
- Apagesoma delosommatus
- Apagesoma edentatum
- Aphyonus rassi
- Aplatophis chauliodus
- Apogon affinis
- Apogon aurolineatus
- Apogon binotatus
- Apogon evermanni
- Apogon lachneri
- Apogon leptocaulus
- Apogon maculatus
- Apogon mosavi
- Apogon phenax
- Apogon pillionatus
- Apogon planifrons
- Apogon pseudomaculatus
- Apogon quadrisquamatus
- Apogon robinsi
- Apogon townsendi
- Apristurus canutus
- Apristurus parvipinnis
- Apristurus riveri
- Aprognathodon platyventris
- Apsilus dentatus
- Apterichtus ansp
- Apterichtus kendalli
- Archosargus probatocephalus
- Archosargus rhomboidalis
- Arcos macrophthalmus
- Argentina brucei
- Argentina striata
- Argyripnus atlanticus
- Argyropelecus aculeatus
- Argyropelecus affinis
- Argyropelecus hemigymnus
- Argyropelecus lychnus
- Argyropelecus sladeni
- Ariomma bondi
- Ariomma melanum
- Ariomma regulus
- Ariopsis bonillai
- Ariosoma anale
- Ariosoma balearicum
- Aristostomias grimaldii
- Aristostomias lunifer
- Aristostomias polydactylus
- Aristostomias tittmanni
- Aristostomias xenostoma
- Aspistor parkeri
- Aspistor quadriscutis
- Aspredinichthys filamentosus
- Aspredinichthys tibicen
- Aspredo aspredo
- Assurger anzac
- Astrapogon alutus
- Astrapogon puncticulatus
- Astrapogon stellatus
- Astronesthes gemmifer
- Astronesthes indicus
- Astronesthes macropogon
- Astronesthes micropogon
- Astronesthes niger
- Astronesthes richardsoni
- Astronesthes similus
- Atherinella blackburni
- Atherinella brasiliensis
- Atherinella chagresi
- Atherinella milleri
- Atherinomorus stipes
- Aulopus filamentosus
- Aulostomus maculatus
- Auxis rochei rochei
- Auxis thazard thazard
- Avocettina infans

## B
- Bagre bagre
- Bagre marinus
- Bairdiella batabana
- Bairdiella ronchus
- Bairdiella sanctaeluciae
- Bajacalifornia megalops
- Balistes capriscus
- Balistes vetula
- Barathrites parri
- Barathrodemus manatinus
- Barathronus bicolor
- Barbulifer antennatus
- Barbulifer ceuthoecus
- Bassozetus taenia
- Bathophilus digitatus
- Bathophilus longipinnis
- Bathophilus nigerrimus
- Bathophilus pawneei
- Bathophilus schizochirus
- Bathophilus vaillanti
- Bathyanthias mexicanus
- Bathycongrus dubius
- Bathycongrus thysanochilus
- Bathygadus favosus
- Bathygadus macrops
- Bathygadus melanobranchus
- Bathygobius curacao
- Bathygobius mystacium
- Bathygobius soporator
- Bathylaco nigricans
- Bathymicrops regis
- Bathyonus laticeps
- Bathypterois bigelowi
- Bathypterois grallator
- Bathypterois longipes
- Bathypterois phenax
- Bathypterois quadrifilis
- Bathypterois viridensis
- Bathysaurus mollis
- Bathytroctes macrolepis
- Bathytroctes microlepis
- Bathytyphlops marionae
- Bathytyphlops sewelli
- Bathyuroconger vicinus
- Batrachoides gilberti
- Batrachoides manglae
- Batrachoides surinamensis
- Bellator egretta
- Bellator ribeiroi
- Belonesox belizanus
- Bembrops anatirostris
- Bembrops gobioides
- Bembrops macromma
- Bembrops magnisquamis
- Bembrops ocellatus
- Bembrops quadrisella
- Benthobatis marcida
- Benthocometes robustus
- Benthodesmus simonyi
- Benthodesmus tenuis
- Benthosema suborbitale
- Beryx decadactylus
- Bodianus pulchellus
- Bodianus rufus
- Bolinichthys photothorax
- Bolinichthys supralateralis
- Bollmannia boqueronensis
- Bollmannia communis
- Bonapartia pedaliota
- Borostomias elucens
- Borostomias mononema
- Bothus lunatus
- Bothus maculiferus
- Bothus ocellatus
- Bothus robinsi
- Brama brama
- Brama caribbea
- Brama drachme
- Brama dussumieri
- Bregmaceros atlanticus
- Bregmaceros houdei
- Bregmaceros mcclellandi
- Bregmaceros nectabanus
- Breviraja colesi
- Breviraja nigriventralis
- Breviraja spinosa
- Brotula barbata
- Brotulotaenia brevicauda
- Brotulotaenia crassa
- Brotulotaenia nigra
- Bryx dunckeri
- Bryx randalli
- Bufoceratias wedli

## C
- Calamopteryx goslinei
- Calamopteryx robinsorum
- Calamus bajonado
- Calamus calamus
- Calamus cervigoni
- Calamus penna
- Calamus pennatula
- Callechelys bilinearis
- Callechelys guineensis
- Callionymus bairdi
- Cantherhines macrocerus
- Cantherhines pullus
- Canthidermis sufflamen
- Canthigaster rostrata
- Caralophia loxochila
- Carangoides bartholomaei
- Carangoides ruber
- Caranx crysos
- Caranx hippos
- Caranx latus
- Caranx lugubris
- Carapus bermudensis
- Carapus dubius
- Carcharhinus acronotus
- Carcharhinus altimus
- Carcharhinus brachyurus
- Carcharhinus brevipinna
- Carcharhinus falciformis
- Carcharhinus galapagensis
- Carcharhinus isodon
- Carcharhinus leucas
- Carcharhinus limbatus
- Carcharhinus longimanus
- Carcharhinus obscurus
- Carcharhinus perezii
- Carcharhinus plumbeus
- Carcharhinus porosus
- Carcharhinus signatus
- Carcharias taurus
- Carcharodon carcharias
- Cathorops spixii
- Caulolatilus chrysops
- Caulolatilus cyanops
- Caulolatilus dooleyi
- Caulolatilus guppyi
- Caulolatilus intermedius
- Caulolatilus williamsi
- Centrobranchus nigroocellatus
- Centrophorus granulosus
- Centropomus ensiferus
- Centropomus mexicanus
- Centropomus parallelus
- Centropomus pectinatus
- Centropomus poeyi
- Centropomus undecimalis
- Centropristis fuscula
- Centropristis ocyurus
- Centropyge argi
- Centropyge aurantonotus
- Cephalopholis cruentata
- Cephalopholis fulva
- Ceratias holboelli
- Ceratoscopelus maderensis
- Ceratoscopelus townsendi
- Ceratoscopelus warmingii
- Cerdale floridana
- Cetengraulis edentulus
- Cetonurus globiceps
- Cetorhinus maximus
- Chaenopsis limbaughi
- Chaenopsis megalops
- Chaenopsis ocellata
- Chaenopsis resh
- Chaenopsis stephensi
- Chaetodipterus faber
- Chaetodon capistratus
- Chaetodon ocellatus
- Chaetodon sedentarius
- Chaetodon striatus
- Channomuraena vittata
- Chauliodus danae
- Chauliodus sloani
- Chaunacops roseus
- Chaunax pictus
- Cheilopogon cyanopterus
- Cheilopogon exsiliens
- Cheilopogon furcatus
- Cheilopogon heterurus
- Cheilopogon melanurus
- Chilomycterus antennatus
- Chilomycterus antillarum
- Chilomycterus schoepfii
- Chilorhinus suensonii
- Chimaera cubana
- Chimaera monstrosa
- Chirocentrodon bleekerianus
- Chirostomias pliopterus
- Chlopsis dentatus
- Chlorophthalmus agassizi
- Chloroscombrus chrysurus
- Chriodorus atherinoides
- Chriolepis benthonis
- Chriolepis fisheri
- Chrionema squamentum
- Chromis cyanea
- Chromis enchrysura
- Chromis insolata
- Chromis multilineata
- Chromis scotti
- Cirrhigaleus asper
- Citharichthys amblybregmatus
- Citharichthys arenaceus
- Citharichthys cornutus
- Citharichthys gymnorhinus
- Citharichthys macrops
- Citharichthys spilopterus
- Citharichthys valdezi
- Clepticus parrae
- Coelorinchus caribbaeus
- Coelorinchus carminatus
- Coelorinchus occa
- Coelorinchus ventrilux
- Colomesus psittacus
- Conger esculentus
- Conger triporiceps
- Conocara fiolenti
- Conocara macropterum
- Conodon nobilis
- Cookeolus japonicus
- Coralliozetus cardonae
- Corniger spinosus
- Coryphaena equiselis
- Coryphaena hippurus
- Coryphaenoides armatus
- Coryphaenoides carapinus
- Coryphaenoides rudis
- Coryphaenoides rupestris
- Coryphaenoides zaniophorus
- Coryphopterus alloides
- Coryphopterus dicrus
- Coryphopterus eidolon
- Coryphopterus glaucofraenum
- Coryphopterus hyalinus
- Coryphopterus lipernes
- Coryphopterus personatus
- Coryphopterus thrix
- Coryphopterus venezuelae
- Cosmocampus albirostris
- Cosmocampus brachycephalus
- Cosmocampus elucens
- Cosmocampus profundus
- Cruriraja atlantis
- Cruriraja poeyi
- Cruriraja rugosa
- Cryptopsaras couesii
- Cryptotomus roseus
- Ctenogobius boleosoma
- Ctenogobius fasciatus
- Ctenogobius pseudofasciatus
- Ctenogobius saepepallens
- Ctenogobius smaragdus
- Ctenogobius stigmaticus
- Ctenosciaena gracilicirrhus
- Cubiceps pauciradiatus
- Cynoponticus savanna
- Cynoscion acoupa
- Cynoscion jamaicensis
- Cynoscion leiarchus
- Cynoscion microlepidotus
- Cynoscion similis
- Cynoscion virescens
- Cyprinodon artifrons
- Cyprinodon variegatus variegatus
- Cyttopsis rosea

## D
- Dactylagnus peratikos
- Dactylobatus armatus
- Dactylopterus volitans
- Dactyloscopus boehlkei
- Dactyloscopus comptus
- Dactyloscopus crossotus
- Dactyloscopus poeyi
- Dactyloscopus tridigitatus
- Dasyatis americana
- Dasyatis centroura
- Dasyatis geijskesi
- Dasyatis guttata
- Dasyatis say
- Decapterus macarellus
- Decapterus punctatus
- Decapterus tabl
- Decodon puellaris
- Derilissus kremnobates
- Derilissus nanus
- Dermatolepis inermis
- Desmodema polystictum
- Diaphus adenomus
- Diaphus bertelseni
- Diaphus brachycephalus
- Diaphus dumerilii
- Diaphus fragilis
- Diaphus garmani
- Diaphus lucidus
- Diaphus luetkeni
- Diaphus minax
- Diaphus mollis
- Diaphus perspicillatus
- Diaphus problematicus
- Diaphus rafinesquii
- Diaphus splendidus
- Diaphus termophilus
- Diapterus auratus
- Diapterus rhombeus
- Dibranchus atlanticus
- Dibranchus tremendus
- Dicrolene introniger
- Dicrolene kanazawai
- Diodon holocanthus
- Diodon hystrix
- Diplectrum bivittatum
- Diplectrum formosum
- Diplectrum radiale
- Diplobatis pictus
- Diplodus argenteus argenteus
- Diplodus argenteus caudimacula
- Diplogrammus pauciradiatus
- Diplospinus multistriatus
- Dipturus bullisi
- Dipturus garricki
- Dipturus teevani
- Diretmichthys parini
- Diretmus argenteus
- Dolicholagus longirostris
- Dolichopteryx brachyrhynchus
- Dolopichthys longicornis
- Doratonotus megalepis
- Dormitator maculatus
- Dorosoma petenense
- Dysomma anguillare
- Dysomma tridens

## E
- Echeneis naucrates
- Echeneis neucratoides
- Echidna catenata
- Echiophis intertinctus
- Echiophis punctifer
- Echiostoma barbatum
- Ekemblemaria nigra
- Elacatinus atronasus
- Elacatinus chancei
- Elacatinus dilepis
- Elacatinus evelynae
- Elacatinus gemmatus
- Elacatinus genie
- Elacatinus horsti
- Elacatinus illecebrosus
- Elacatinus louisae
- Elacatinus macrodon
- Elacatinus multifasciatus
- Elacatinus oceanops
- Elacatinus pallens
- Elacatinus prochilos
- Elacatinus randalli
- Elacatinus saucrus
- Elacatinus tenox
- Elacatinus xanthiprora
- Elacatinus zebrellus
- Elagatis bipinnulata
- Eleotris amblyopsis
- Eleotris pisonis
- Elops saurus
- Emblemaria biocellata
- Emblemaria caldwelli
- Emblemaria caycedoi
- Emblemaria culmenis
- Emblemaria diphyodontis
- Emblemaria hyltoni
- Emblemaria pandionis
- Emblemaria vitta
- Emblemariopsis bahamensis
- Emblemariopsis leptocirris
- Emblemariopsis occidentalis
- Emblemariopsis pricei
- Emblemariopsis randalli
- Emblemariopsis signifera
- Emblemariopsis tayrona
- Emmelichthyops atlanticus
- Emmelichthys ruber
- Enchelycore carychroa
- Enchelycore nigricans
- Enneanectes altivelis
- Enneanectes atrorus
- Enneanectes boehlkei
- Enneanectes jordani
- Enneanectes pectoralis
- Entomacrodus nigricans
- Epigonus occidentalis
- Epigonus oligolepis
- Epigonus pandionis
- Epigonus pectinifer
- Epinephelus adscensionis
- Epinephelus flavolimbatus
- Epinephelus guttatus
- Epinephelus itajara
- Epinephelus morio
- Epinephelus mystacinus
- Epinephelus nigritus
- Epinephelus niveatus
- Epinephelus striatus
- Epinnula magistralis
- Eptatretus caribbeaus
- Eptatretus mendozai
- Eptatretus multidens
- Eptatretus springeri
- Equetus lanceolatus
- Equetus punctatus
- Eridacnis barbouri
- Erotelis smaragdus
- Erythrocles monodi
- Etelis oculatus
- Etmopterus bigelowi
- Etmopterus bullisi
- Etmopterus carteri
- Etmopterus hillianus
- Etmopterus perryi
- Etmopterus polli
- Etmopterus robinsi
- Etmopterus virens
- Etropus crossotus
- Etropus delsmani delsmani
- Etrumeus teres
- Eucinostomus argenteus
- Eucinostomus gula
- Eucinostomus havana
- Eucinostomus lefroyi
- Eucinostomus melanopterus
- Eugerres brasilianus
- Eugerres plumieri
- Euleptorhamphus velox
- Eumegistus brevorti
- Eurypharynx pelecanoides
- Eustomias arborifer
- Eustomias bigelowi
- Eustomias bimargaritatus
- Eustomias bituberatus
- Eustomias braueri
- Eustomias brevibarbatus
- Eustomias dubius
- Eustomias fissibarbis
- Eustomias leptobolus
- Eustomias lipochirus
- Eustomias longibarba
- Eustomias macrophthalmus
- Eustomias melanostigma
- Eustomias monoclonus
- Eustomias obscurus
- Eustomias polyaster
- Eustomias schmidti
- Eustomias silvescens
- Eustomias simplex
- Eustomias tenisoni
- Eustomias variabilis
- Eustomias xenobolus
- Euthynnus alletteratus
- Evermannichthys bicolor
- Evermannichthys metzelaari
- Evorthodus lyricus
- Evoxymetopon taeniatus
- Exechodontes daidaleus
- Exocoetus obtusirostris
- Exocoetus volitans

## F
- Fenestraja atripinna
- Fenestraja cubensis
- Fistularia commersonii
- Fistularia petimba
- Fistularia tabacaria
- Flagellostomias boureei
- Floridichthys carpio
- Foetorepus agassizii
- Fundulus grandis

## G
- Gadella imberbis
- Gadomus arcuatus
- Gadomus dispar
- Gadomus longifilis
- Galeocerdo cuvier
- Galeus antillensis
- Galeus arae
- Galeus cadenati
- Galeus springeri
- Gastropsetta frontalis
- Gempylus serpens
- Genyatremus luteus
- Gephyroberyx darwinii
- Gerres cinereus
- Gibberichthys pumilus
- Gigantura chuni
- Gigantura indica
- Gillellus greyae
- Gillellus uranidea
- Ginglymostoma cirratum
- Ginsburgellus novemlineatus
- Glossanodon pygmaeus
- Gnatholepis thompsoni
- Gobiesox adustus
- Gobiesox barbatulus
- Gobiesox lucayanus
- Gobiesox punctulatus
- Gobioides broussonnetii
- Gobionellus comma
- Gobionellus munizi
- Gobionellus oceanicus
- Gobiosoma grosvenori
- Gobiosoma hildebrandi
- Gobiosoma robustum
- Gobiosoma spes
- Gobulus myersi
- Gonichthys cocco
- Gonioplectrus hispanus
- Gonostoma elongatum
- Gordiichthys irretitus
- Gramma linki
- Gramma loreto
- Gramma melacara
- Grammatostomias circularis
- Grammicolepis brachiusculus
- Grammonus claudei
- Guavina guavina
- Gurgesiella atlantica
- Gymnachirus melas
- Gymnachirus nudus
- Gymnothorax conspersus
- Gymnothorax funebris
- Gymnothorax hubbsi
- Gymnothorax maderensis
- Gymnothorax miliaris
- Gymnothorax moringa
- Gymnothorax ocellatus
- Gymnothorax polygonius
- Gymnothorax vicinus
- Gymnura altavela
- Gymnura micrura
- Gyrinomimus myersi

## H
- Haemulon album
- Haemulon aurolineatum
- Haemulon bonariense
- Haemulon boschmae
- Haemulon carbonarium
- Haemulon chrysargyreum
- Haemulon flavolineatum
- Haemulon macrostomum
- Haemulon melanurum
- Haemulon parra
- Haemulon plumierii
- Haemulon sciurus
- Haemulon steindachneri
- Haemulon striatum
- Halichoeres bathyphilus
- Halichoeres bivittatus
- Halichoeres caudalis
- Halichoeres cyanocephalus
- Halichoeres garnoti
- Halichoeres maculipinna
- Halichoeres pictus
- Halichoeres poeyi
- Halichoeres radiatus
- Halieutichthys aculeatus
- Halosauropsis macrochir
- Halosaurus guentheri
- Halosaurus ovenii
- Haptenchelys texis
- Haptoclinus apectolophus
- Harengula clupeola
- Harengula humeralis
- Harengula jaguana
- Helicolenus dactylopterus dactylopterus
- Hemanthias aureorubens
- Hemanthias leptus
- Hemicaranx amblyrhynchus
- Hemiemblemaria simulus
- Hemiramphus balao
- Hemiramphus brasiliensis
- Heptranchias perlo
- Heteroconger longissimus
- Heterophotus ophistoma
- Heteropriacanthus cruentatus
- Hexanchus griseus
- Hexanchus nakamurai
- Himantura schmardae
- Hippocampus erectus
- Hippocampus reidi
- Hippocampus zosterae
- Hirundichthys affinis
- Hirundichthys rondeletii
- Hirundichthys speculiger
- Histiobranchus bathybius
- Histrio histrio
- Holacanthus bermudensis
- Holacanthus ciliaris
- Holacanthus isabelita
- Holacanthus tricolor
- Hollardia hollardi
- Hollardia meadi
- Holocentrus adscensionis
- Holocentrus rufus
- Hoplostethus mediterraneus mediterraneus
- Hoplostethus occidentalis
- Hoplunnis similis
- Howella brodiei
- Hydrolagus alberti
- Hygophum hygomii
- Hygophum taaningi
- Hymenocephalus billsam
- Hymenocephalus gracilis
- Hymenocephalus italicus
- Hyphalophis devius
- Hypleurochilus aequipinnis
- Hypleurochilus bermudensis
- Hypleurochilus springeri
- Hypoatherina harringtonensis
- Hypoplectrus aberrans
- Hypoplectrus chlorurus
- Hypoplectrus gummigutta
- Hypoplectrus guttavarius
- Hypoplectrus indigo
- Hypoplectrus nigricans
- Hypoplectrus providencianus
- Hypoplectrus puella
- Hypoplectrus unicolor
- Hyporhamphus roberti hildebrandi
- Hyporhamphus roberti roberti
- Hyporhamphus unifasciatus
- Hypsoblennius exstochilus
- Hypsoblennius invemar

## I
- Ichthyapus ophioneus
- Ichthyococcus ovatus
- Idiacanthus fasciola
- Idiastion kyphos
- Ijimaia antillarum
- Ilyophis brunneus
- Inermia vittata
- Ipnops murrayi
- Isistius brasiliensis
- Isogomphodon oxyrhynchus
- Isopisthus parvipinnis
- Istiophorus albicans
- Istiophorus platypterus
- Isurus oxyrinchus
- Isurus paucus

## J
- Jenkinsia lamprotaenia
- Jenkinsia majua
- Jenkinsia parvula
- Jenkinsia stolifera
- Johnsonina eriomma

## K
- Kathetostoma cubana
- Katsuwonus pelamis
- Kaupichthys hyoproroides
- Kaupichthys nuchalis
- Kryptolebias marmoratus
- Kryptophanaron alfredi
- Kyphosus incisor
- Kyphosus sectator

## L
- Labrisomus albigenys
- Labrisomus bucciferus
- Labrisomus filamentosus
- Labrisomus gobio
- Labrisomus guppyi
- Labrisomus haitiensis
- Labrisomus kalisherae
- Labrisomus nigricinctus
- Labrisomus nuchipinnis
- Lachnolaimus maximus
- Lactophrys bicaudalis
- Lactophrys trigonus
- Lactophrys triqueter
- Laemonema barbatulum
- Lagocephalus laevigatus
- Lagodon rhomboides
- Lampanyctus photonotus
- Lampris guttatus
- Larimus breviceps
- Lasiognathus saccostoma
- Lepidocybium flavobrunneum
- Lepidophanes guentheri
- Lepophidium aporrhox
- Lepophidium kallion
- Lepophidium marmoratum
- Lepophidium pheromystax
- Lepophidium profundorum
- Lepophidium staurophor
- Leptoderma macrops
- Leptostomias analis
- Leptostomias bermudensis
- Leptostomias gladiator
- Leptostomias leptobolus
- Lestidiops affinis
- Lestidiops mirabilis
- Lestidium atlanticum
- Lestrolepis intermedia
- Letharchus velifer
- Leucoraja lentiginosa
- Leurochilus acon
- Lile piquitinga
- Liopropoma carmabi
- Liopropoma mowbrayi
- Liopropoma rubre
- Lipogramma anabantoides
- Lipogramma evides
- Lipogramma flavescens
- Lipogramma klayi
- Lipogramma regium
- Lipogramma robinsi
- Lipogramma roseum
- Lipogramma trilineatum
- Lobianchia gemellarii
- Lobotes surinamensis
- Lonchopisthus higmani
- Lonchopisthus lemur
- Lonchurus elegans
- Lonchurus lanceolatus
- Lophiodes monodi
- Lophiodes reticulatus
- Lophogobius cyprinoides
- Lopholatilus chamaeleonticeps
- Lucayablennius zingaro
- Lucifuga simile
- Lucifuga spelaeotes
- Lupinoblennius dispar
- Lupinoblennius vinctus
- Lutjanus ambiguus
- Lutjanus analis
- Lutjanus apodus
- Lutjanus buccanella
- Lutjanus campechanus
- Lutjanus cyanopterus
- Lutjanus griseus
- Lutjanus jocu
- Lutjanus mahogoni
- Lutjanus purpureus
- Lutjanus synagris
- Lutjanus vivanus
- Lycengraulis grossidens
- Lythrypnus crocodilus
- Lythrypnus elasson
- Lythrypnus heterochroma
- Lythrypnus minimus
- Lythrypnus nesiotes
- Lythrypnus okapia
- Lythrypnus spilus

## M
- Macrodon ancylodon
- Macroramphosus gracilis
- Macroramphosus scolopax
- Magnisudis atlantica
- Makaira nigricans
- Malacanthus plumieri
- Malacocephalus laevis
- Malacocephalus occidentalis
- Malacoctenus aurolineatus
- Malacoctenus boehlkei
- Malacoctenus delalandii
- Malacoctenus erdmani
- Malacoctenus gilli
- Malacoctenus macropus
- Malacoctenus triangulatus
- Malacoctenus versicolor
- Malacosteus niger
- Manducus maderensis
- Manta birostris
- Margrethia obtusirostra
- Masturus lanceolatus
- Maurolicus muelleri
- Megalops atlanticus
- Melamphaes longivelis
- Melamphaes pumilus
- Melanocetus johnsonii
- Melanolagus bericoides
- Melanorhinus microps
- Melanostomias biseriatus
- Melanostomias macrophotus
- Melanostomias margaritifer
- Melanostomias melanopogon
- Melanostomias melanops
- Melanostomias tentaculatus
- Melanostomias valdiviae
- Melichthys niger
- Membras analis
- Menticirrhus americanus
- Menticirrhus littoralis
- Mentodus facilis
- Merluccius albidus
- Merluccius bilinearis
- Microdesmus carri
- Microdesmus longipinnis
- Micrognathus crinitus
- Microgobius carri
- Microgobius meeki
- Microgobius microlepis
- Microgobius signatus
- Microphis brachyurus brachyurus
- Microphis brachyurus lineatus
- Micropogonias furnieri
- Microspathodon chrysurus
- Minyichthys inusitatus
- Mobula mobular
- Mobula tarapacana
- Mola mola
- Monacanthus ciliatus
- Monacanthus tuckeri
- Monolene atrimana
- Monomitopus agassizii
- Monomitopus magnus
- Monopenchelys acuta
- Moringua edwardsi
- Mugil cephalus
- Mugil curema
- Mugil curvidens
- Mugil gyrans
- Mugil hospes
- Mugil incilis
- Mugil liza
- Mugil trichodon
- Mulloidichthys martinicus
- Mullus auratus
- Muraena robusta
- Mustelus canis
- Mustelus higmani
- Mustelus minicanis
- Mustelus norrisi
- Mycteroperca acutirostris
- Mycteroperca bonaci
- Mycteroperca cidi
- Mycteroperca interstitialis
- Mycteroperca phenax
- Mycteroperca tigris
- Mycteroperca venenosa
- Myctophum affine
- Myctophum asperum
- Myctophum nitidulum
- Myctophum obtusirostre
- Myctophum selenops
- Myliobatis freminvillii
- Myliobatis goodei
- Myrichthys breviceps
- Myrichthys ocellatus
- Myripristis jacobus
- Myrophis anterodorsalis
- Myrophis platyrhynchus
- Myrophis punctatus
- Myxine mcmillanae
- Myxodagnus belone

## N
- Narcetes stomias
- Narcine bancroftii
- Narcine brasiliensis
- Naucrates ductor
- Nealotus tripes
- Nebris microps
- Negaprion brevirostris
- Nemichthys scolopaceus
- Neobythites elongatus
- Neobythites gilli
- Neobythites marginatus
- Neobythites monocellatus
- Neobythites multidigitatus
- Neobythites ocellatus
- Neobythites unicolor
- Neoconger mucronatus
- Neoepinnula americana
- Neoharriotta carri
- Neomerinthe beanorum
- Neomerinthe hemingwayi
- Neonesthes capensis
- Neoniphon marianus
- Neoopisthopterus cubanus
- Neoscombrops atlanticus
- Neoscopelus macrolepidotus
- Neoscopelus microchir
- Nes longus
- Nesiarchus nasutus
- Nettastoma syntresis
- Nezumia aequalis
- Nezumia atlantica
- Nezumia bairdii
- Nezumia cyrano
- Nezumia suilla
- Nicholsina usta usta
- Nomeus gronovii
- Notacanthus chemnitzii
- Notarius grandicassis
- Notolychnus valdiviae
- Notoscopelus resplendens
- Nybelinella erikssoni

## O
- Ocyurus chrysurus
- Odontognathus compressus
- Odontognathus mucronatus
- Odontoscion dentex
- Ogcocephalus corniger
- Ogcocephalus cubifrons
- Ogcocephalus nasutus
- Ogcocephalus notatus
- Ogcocephalus parvus
- Ogcocephalus pumilus
- Ogcocephalus radiatus
- Ogcocephalus rostellum
- Ogcocephalus vespertilio
- Ogilbia cayorum
- Ogilbia jeffwilliamsi
- Ogilbia mccoskeri
- Ogilbia suarezae
- Ogilbichthys ferocis
- Ogilbichthys haitiensis
- Ogilbichthys kakuki
- Ogilbichthys longimanus
- Oligoplites palometa
- Oligoplites saliens
- Oligoplites saurus
- Omobranchus punctatus
- Ophichthus cylindroideus
- Ophichthus gomesii
- Ophichthus melanoporus
- Ophichthus ophis
- Ophichthus spinicauda
- Ophidion guianense
- Ophidion holbrookii
- Ophidion lagochila
- Ophidion nocomis
- Ophioblennius atlanticus
- Ophioblennius macclurei
- Ophioscion costaricensis
- Ophioscion panamensis
- Ophioscion punctatissimus
- Opisthonema oglinum
- Opistognathus aurifrons
- Opistognathus gilberti
- Opistognathus leprocarus
- Opistognathus lonchurus
- Opistognathus macrognathus
- Opistognathus maxillosus
- Opistognathus melachasme
- Opistognathus nothus
- Opistognathus robinsi
- Opistognathus signatus
- Opistognathus whitehursti
- Opsanus beta
- Opsanus dichrostomus
- Opsanus phobetron
- Orthopristis chrysoptera
- Orthopristis poeyi
- Orthopristis ruber
- Ostichthys trachypoma
- Otophidium chickcharney
- Otophidium dormitator
- Otophidium omostigma
- Oxynotus caribbaeus
- Oxyporhamphus micropterus micropterus
- Oxyporhamphus micropterus similis
- Oxyurichthys stigmalophius

## P
- Pachycara sulaki
- Pachystomias microdon
- Pagrus pagrus
- Palatogobius grandoculus
- Palatogobius paradoxus
- Parablennius marmoreus
- Paraclinus barbatus
- Paraclinus cingulatus
- Paraclinus fasciatus
- Paraclinus grandicomis
- Paraclinus infrons
- Paraclinus marmoratus
- Paraclinus naeorhegmis
- Paraclinus nigripinnis
- Paraconger caudilimbatus
- Parahollardia schmidti
- Paralabrax dewegeri
- Paralichthys albigutta
- Paralichthys tropicus
- Paralonchurus brasiliensis
- Paramyxine wayuu
- Paranthias furcifer
- Parasphyraenops incisus
- Parasudis truculenta
- Parazen pacificus
- Pareques acuminatus
- Parexocoetus brachypterus
- Parexocoetus hillianus
- Parophidion schmidti
- Parrella macropteryx
- Pellona harroweri
- Pempheris poeyi
- Pempheris schomburgkii
- Penetopteryx nanus
- Penopus microphthalmus
- Peprilus paru
- Peristedion brevirostre
- Peristedion gracile
- Peristedion imberbe
- Peristedion longispatha
- Peristedion miniatum
- Peristedion truncatum
- Petrotyx sanguineus
- Phaeoptyx conklini
- Phaeoptyx pigmentaria
- Phaeoptyx xenus
- Phenacoscorpius nebris
- Photonectes achirus
- Photonectes braueri
- Photonectes dinema
- Photonectes leucospilus
- Photonectes margarita
- Photonectes parvimanus
- Photonectes phyllopogon
- Phtheirichthys lineatus
- Physiculus karrerae
- Physiculus kaupi
- Platybelone argalus argalus
- Platygillellus rubrocinctus
- Platygillellus smithi
- Platystacus cotylephorus
- Plectranthias garrupellus
- Plectrypops retrospinis
- Pliosteostoma lutipinnis
- Poecilopsetta inermis
- Pollichthys mauli
- Polyacanthonotus africanus
- Polyacanthonotus merretti
- Polydactylus octonemus
- Polydactylus oligodon
- Polydactylus virginicus
- Polyipnus asteroides
- Polyipnus laternatus
- Polymetme corythaeola
- Polymetme thaeocoryla
- Polymixia lowei
- Polymixia nobilis
- Pomacanthus arcuatus
- Pomacanthus paru
- Pomadasys corvinaeformis
- Pomadasys crocro
- Pomatomus saltatrix
- Pontinus castor
- Pontinus helena
- Pontinus longispinis
- Pontinus nematophthalmus
- Pontinus rathbuni
- Porichthys bathoiketes
- Porichthys oculofrenum
- Porichthys pauciradiatus
- Porichthys plectrodon
- Porogadus catena
- Porogadus miles
- Porogadus silus
- Poromitra crassiceps
- Priacanthus arenatus
- Priolepis dawsoni
- Priolepis hipoliti
- Priolepis robinsi
- Prionace glauca
- Prionotus alatus
- Prionotus beanii
- Prionotus longispinosus
- Prionotus ophryas
- Prionotus punctatus
- Prionotus roseus
- Prionotus rubio
- Prionotus stearnsi
- Pristigenys alta
- Pristiophorus schroederi
- Pristipomoides aquilonaris
- Pristipomoides freemani
- Pristipomoides macrophthalmus
- Pristis microdon
- Pristis pectinata
- Pristis perotteti
- Pristis pristis
- Prognathodes aculeatus
- Prognathodes aya
- Prognathodes guyanensis
- Prognichthys occidentalis
- Promethichthys prometheus
- Pronotogrammus eos
- Pronotogrammus martinicensis
- Protemblemaria punctata
- Protosciaena trewavasae
- Psenes cyanophrys
- Pseudogilbia sanblasensis
- Pseudogramma gregoryi
- Pseudupeneus maculatus
- Psilotris alepis
- Psilotris batrachodes
- Psilotris boehlkei
- Psilotris celsus
- Psilotris kaufmani
- Ptereleotris helenae
- Pterois miles
- Pterois volitans
- Pterycombus brama
- Pycnocraspedum phyllosoma
- Pycnomma roosevelti
- Pythonichthys sanguineus

## Q
- Quadratus ancon
- Quassiremus ascensionis

## R
- Rachycentron canadum
- Raja bahamensis
- Raja cervigoni
- Rajella purpuriventralis
- Ranzania laevis
- Regalecus glesne
- Remora australis
- Remora osteochir
- Remora remora
- Remorina albescens
- Rhincodon typus
- Rhinobatos lentiginosus
- Rhinobatos percellens
- Rhinoptera bonasus
- Rhizoprionodon lalandii
- Rhizoprionodon porosus
- Rhizoprionodon terraenovae
- Rhomboplites aurorubens
- Rhynchoconger flavus
- Rhynchoconger gracilior
- Rhynchoconger guppyi
- Rhynchohyalus natalensis
- Rinoctes nasutus
- Risor ruber
- Robinsichthys arrowsmithensis
- Ruvettus pretiosus
- Rypticus bistrispinus
- Rypticus bornoi
- Rypticus saponaceus
- Rypticus subbifrenatus

## S
- Saccogaster melanomycter
- Sanopus astrifer
- Sanopus barbatus
- Sanopus greenfieldorum
- Sanopus reticulatus
- Sanopus splendidus
- Sarda sarda
- Sardinella aurita
- Sardinella janeiro
- Sargocentron bullisi
- Sargocentron coruscum
- Sargocentron poco
- Sargocentron vexillarium
- Saurida brasiliensis
- Saurida caribbaea
- Saurida normani
- Saurida suspicio
- Scartella cristata
- Scarus coelestinus
- Scarus coeruleus
- Scarus guacamaia
- Scarus iseri
- Scarus taeniopterus
- Scarus vetula
- Schroederichthys maculatus
- Schultzea beta
- Sciades assimilis
- Sciades herzbergii
- Sciades passany
- Sciades proops
- Sciaena bathytatos
- Sciaenops ocellatus
- Scomber colias
- Scomber japonicus
- Scomberesox saurus saurus
- Scomberomorus brasiliensis
- Scomberomorus cavalla
- Scomberomorus maculatus
- Scomberomorus regalis
- Scombrops oculatus
- Scopelarchoides danae
- Scopelarchoides nicholsi
- Scopelengys tristis
- Scopelogadus mizolepis mizolepis
- Scorpaena albifimbria
- Scorpaena bergii
- Scorpaena brachyptera
- Scorpaena brasiliensis
- Scorpaena calcarata
- Scorpaena dispar
- Scorpaena elachys
- Scorpaena grandicornis
- Scorpaena inermis
- Scorpaena isthmensis
- Scorpaena plumieri
- Scorpaenodes caribbaeus
- Scorpaenodes tredecimspinosus
- Scyliorhinus boa
- Scyliorhinus haeckelii
- Scyliorhinus hesperius
- Scyliorhinus meadi
- Scyliorhinus retifer
- Scyliorhinus torrei
- Selar crumenophthalmus
- Selene brownii
- Selene setapinnis
- Selene vomer
- Seriola dumerili
- Seriola fasciata
- Seriola rivoliana
- Seriola zonata
- Serranus annularis
- Serranus baldwini
- Serranus chionaraia
- Serranus flaviventris
- Serranus luciopercanus
- Serranus maytagi
- Serranus phoebe
- Serranus subligarius
- Serranus tabacarius
- Serranus tigrinus
- Serranus tortugarum
- Serrivomer beanii
- Serrivomer danae
- Setarches guentheri
- Sicydium plumieri
- Sicydium punctatum
- Sigmops bathyphilus
- Sladenia shaefersi
- Sonoda megalophthalma
- Sparisoma atomarium
- Sparisoma aurofrenatum
- Sparisoma chrysopterum
- Sparisoma griseorubrum
- Sparisoma radians
- Sparisoma rubripinne
- Sparisoma viride
- Sphagemacrurus grenadae
- Sphoeroides dorsalis
- Sphoeroides georgemilleri
- Sphoeroides greeleyi
- Sphoeroides nephelus
- Sphoeroides spengleri
- Sphoeroides testudineus
- Sphoeroides tyleri
- Sphoeroides yergeri
- Sphyraena barracuda
- Sphyraena guachancho
- Sphyraena picudilla
- Sphyraenops bairdianus
- Sphyrna lewini
- Sphyrna media
- Sphyrna mokarran
- Sphyrna tiburo
- Squalus cubensis
- Squatina dumeril
- Starksia atlantica
- Starksia culebrae
- Starksia elongata
- Starksia fasciata
- Starksia guttata
- Starksia hassi
- Starksia lepicoelia
- Starksia leucovitta
- Starksia melasma
- Starksia nanodes
- Starksia occidentalis
- Starksia ocellata
- Starksia sluiteri
- Starksia smithvanizi
- Starksia starcki
- Starksia variabilis
- Starksia y-lineata
- Stathmonotus gymnodermis
- Stathmonotus hemphillii
- Stathmonotus stahli
- Stegastes adustus
- Stegastes diencaeus
- Stegastes leucostictus
- Stegastes otophorus
- Stegastes partitus
- Stegastes planifrons
- Stegastes variabilis
- Steindachneria argentea
- Stellifer chaoi
- Stellifer colonensis
- Stellifer griseus
- Stellifer magoi
- Stellifer microps
- Stellifer naso
- Stellifer rastrifer
- Stellifer stellifer
- Stellifer venezuelae
- Stemonosudis gracilis
- Stemonosudis intermedia
- Stephanoberyx monae
- Stephanolepis hispidus
- Stephanolepis setifer
- Sternoptyx diaphana
- Sternoptyx pseudobscura
- Stomias affinis
- Stomias longibarbatus
- Strongylura marina
- Strongylura notata notata
- Strongylura timucu
- Stygnobrotula latebricola
- Stylephorus chordatus
- Sudis atrox
- Syacium gunteri
- Syacium micrurum
- Syacium papillosum
- Symphurus arawak
- Symphurus caribbeanus
- Symphurus diomedeanus
- Symphurus marginatus
- Symphurus ommaspilus
- Symphurus parvus
- Symphurus pelicanus
- Symphurus piger
- Symphurus plagiusa
- Symphurus plagusia
- Symphurus rhytisma
- Symphurus stigmosus
- Symphurus tessellatus
- Symphurus urospilus
- Symphysanodon berryi
- Symphysanodon octoactinus
- Synagrops spinosus
- Synagrops trispinosus
- Synaphobranchus affinis
- Synaphobranchus brevidorsalis
- Synaphobranchus kaupii
- Synaphobranchus oregoni
- Syngnathus caribbaeus
- Syngnathus floridae
- Syngnathus louisianae
- Syngnathus pelagicus
- Syngnathus springeri
- Synodus foetens
- Synodus intermedius
- Synodus poeyi
- Synodus saurus
- Synodus synodus

## T
- Taaningichthys minimus
- Taaningichthys paurolychnus
- Talismania antillarum
- Taractes rubescens
- Taractichthys longipinnis
- Tetragonurus atlanticus
- Tetrapturus albidus
- Tetrapturus pfluegeri
- Thalassoma bifasciatum
- Thalassophryne maculosa
- Thalassophryne megalops
- Thalassophryne nattereri
- Thaumatichthys binghami
- Thunnus albacares
- Thunnus atlanticus
- Thunnus obesus
- Thunnus thynnus
- Thysanactis dentex
- Tomicodon fasciatus
- Tomicodon reitzae
- Tomicodon rupestris
- Torpedo nobiliana
- Trachinocephalus myops
- Trachinotus carolinus
- Trachinotus cayennensis
- Trachinotus falcatus
- Trachinotus goodei
- Trachonurus sulcatus
- Trachonurus villosus
- Trachurus lathami
- Trichiurus lepturus
- Trichopsetta caribbaea
- Trichopsetta melasma
- Trinectes inscriptus
- Trinectes paulistanus
- Triplophos hemingi
- Tylosurus acus acus
- Tylosurus crocodilus crocodilus

## U
- Umbrina broussonnetii
- Umbrina coroides
- Umbrina milliae
- Upeneus parvus
- Uraspis secunda
- Urobatis jamaicensis
- Urophycis cirrata
- Uropterygius macularius
- Urotrygon microphthalmum
- Urotrygon venezuelae

## V
- Varicus bucca
- Varicus imswe
- Venefica procera
- Ventrifossa macropogon
- Ventrifossa mucocephalus
- Verilus sordidus
- Vinciguerria nimbaria
- Vladichthys gloverensis
- Vomerogobius flavus

## X
- Xanthichthys ringens
- Xenolepidichthys dalgleishi
- Xenomystax austrinus
- Xenophthalmichthys danae
- Xiphias gladius
- Xyelacyba myersi
- Xyrichtys martinicensis
- Xyrichtys novacula
- Xyrichtys splendens

## Y
- Yarrella blackfordi

## Z
- Zalieutes mcgintyi
- Zenion hololepis
- Zenion longipinnis
- Zenopsis conchifer
- Zu cristatus[1]